# Schillersdorf
Schillersdorf är en kommun i departementet Bas-Rhin i regionen Grand Est (tidigare regionen Alsace) i nordöstra Frankrike. Kommunen ligger i kantonen Bouxwiller som tillhör arrondissementet Saverne. År 2022 hade Schillersdorf 413 invånare.

## Befolkningsutveckling
Antalet invånare i kommunen Schillersdorf
| Referens: INSEE |